# Primarias del Partido Republicano de 2008 en Indiana
Las Primarias republicanas de Indiana de 2008 fueron hechas el 6 de mayo de 2008.  Además, 27 otros delegados fueron seleccionados durante la convención estatal hecha desde el 9 de junio al 10 de junio de 2008. John McCain fue el ganador de todos los delegados de Indiana.

## Resultados
| Clave: | Se retiró antes de la contienda |

| Primaria presidencial republicana de Indiana de 2008 100% de los precintos reportados | Primaria presidencial republicana de Indiana de 2008 100% de los precintos reportados | Primaria presidencial republicana de Indiana de 2008 100% de los precintos reportados | Primaria presidencial republicana de Indiana de 2008 100% de los precintos reportados |
| Candidato                                                                             | Votos                                                                                 | Porcentaje                                                                            | Delegados                                                                             |
| ------------------------------------------------------------------------------------- | ------------------------------------------------------------------------------------- | ------------------------------------------------------------------------------------- | ------------------------------------------------------------------------------------- |
| John McCain                                                                           | 320,290                                                                               | 77.60%                                                                                | 27                                                                                    |
| Mike Huckabee                                                                         | 41,171                                                                                | 9.97%                                                                                 | 0                                                                                     |
| Ron Paul                                                                              | 31,699                                                                                | 7.68%                                                                                 | 0                                                                                     |
| Mitt Romney                                                                           | 19,581                                                                                | 4.74%                                                                                 | 0                                                                                     |
| Total                                                                                 | 412,745                                                                               | 100%                                                                                  | 27                                                                                    |